# Бєлінський (фільм)
«Бєлінський» (рос. «Белинский») — російський радянський повнометражний чорно-білий художній фільм, поставлений на Кіностудії «Ленфільм» в 1951 році режисером Григорієм Козинцевим
Прем'єра фільму в СРСР відбулася 9 червня 1953 року.

## Зміст
Віссаріон Григорович Бєлінський — російський мислитель, письменник, літературний критик, публіцист, філософ-західник — прожив яскраве, але коротке життя. Захопившись філософією Гегеля, згідно з якою «все дійсне — розумне», він ревно вірив у цей постулат. Однак поступово, пізнаючи оточуючу його дійсність, він став затятим критиком її нерозумності. Доводячи, що російської літератури до появи праць Гоголя не існувало, він, тим не менше, написав цілий цикл статей про російських письменників у «Вітчизняних записках», що склали окремий том і являли, по суті, історію російської літератури від Ломоносова до Пушкіна.

## Ролі
- Сергій Курилов — Віссаріон Белінський
- Олександр Борисов — Олександр Герцен
- Володимир Честноков — Микола Некрасов
- Георгій Віцин — Микола Гоголь
- Микола Афанасьєв — Михайло Лермонтов
- Юрій Толубєєв — Михайло Щепкін
- Ігор Литовкин — Іван Тургенєв
- Ніна Мамаєва — Белінська
- Юрій Любимов — Микола Фролов
- Володимир Бєлокуров — Барсуков
- Костянтин Скоробогатов — Касьянов
- Михайло Названов — Микола I
- Борис Дмоховський — Дубельт

У титрах не вказані:
- Костянтин Адашевський — опонент Белінського
- Ольга Аросєва — акторка
- Майя Блинова — селянка
- Берта Виноградова — Наталі Герцен
- Нікодим Гіппіус — епізод
- Ігор Горбачов — студент
- Лілія Гриценко — акторка-кріпачка
- Георгій Гумілевський — солдат
- Валентин Лебедєв — викладач історії середніх віків
- Євген Новіков — юний студент
- Микола Симонов — поміщик
- Олександр Соколов — опонент Белінського
- Микола Трофимов — друкарський робітник
- Аркадій Трусов — урядник
- Бруно Фрейндліх — професор Щепловідов
- Микола Черкасов — епізод

## Знімальна група
- Сценарій — Юрія Германа, Олени Серебровськой, Григорія Козинцева
- Постановка — Григорія Козинцева
- Режисерка — Надія Кошеверова
- Оператори — Андрій Москвін, Сергій Іванов, Марк Магідсон
- Композитор — Дмитро Шостакович
- Художник — Євген Еней
- Звукооператор — Ілля Волк
- Оркестр і хор Ленінградського радіокомітету
Диригент — Микола Рабинович